# Dūstālān
Dūstālān (persiska: دوستالان) är en ort i Iran.   Den ligger i provinsen Västazarbaijan, i den nordvästra delen av landet, 600 km väster om huvudstaden Teheran. Dūstālān ligger 1 823 meter över havet och antalet invånare är 122.
Terrängen runt Dūstālān är kuperad åt nordost, men åt sydväst är den bergig.Runt Dūstālān är det ganska tätbefolkat, med 185 invånare per kvadratkilometer. Närmaste större samhälle är Silvana, 17,4 km sydost om Dūstālān. Trakten runt Dūstālān består i huvudsak av gräsmarker.